# Stenobarichneumon agitator
Stenobarichneumon agitator är en stekelart som beskrevs av Heinrich 1961. Stenobarichneumon agitator ingår i släktet Stenobarichneumon och familjen brokparasitsteklar. Inga underarter finns listade i Catalogue of Life.